# Mio (singolo)
Mio è un brano musicale del cantante italiano Valerio Scanu, primo singolo estratto dal suo terzo album di inediti, Parto da qui, uscito il 9 novembre 2010.
Il singolo, pubblicato dalla casa discografica EMI, è in rotazione radiofonica a partire dal 15 ottobre 2010.
Il brano ha raggiunto l'ottava posizione della Top Singoli, per poi scendere alla nona posizione ed uscire definitivamente dalla classifica.

## Il video
Il video musicale ha come sfondo un ristorante ed una spiaggia ed è intramezzato da varie scene in moto. Racconta la fine di una storia d'amore tra il cantante ed una ragazza.

## Tracce
1. Mio (Album Version) – 4:00
2. Mio (Radio Edit) – 3:50

## Classifiche
| Classifica (2010) | Posizione massima |
| ----------------- | ----------------- |
| Italia            | 8                 |